# Inactivació del cromosoma X

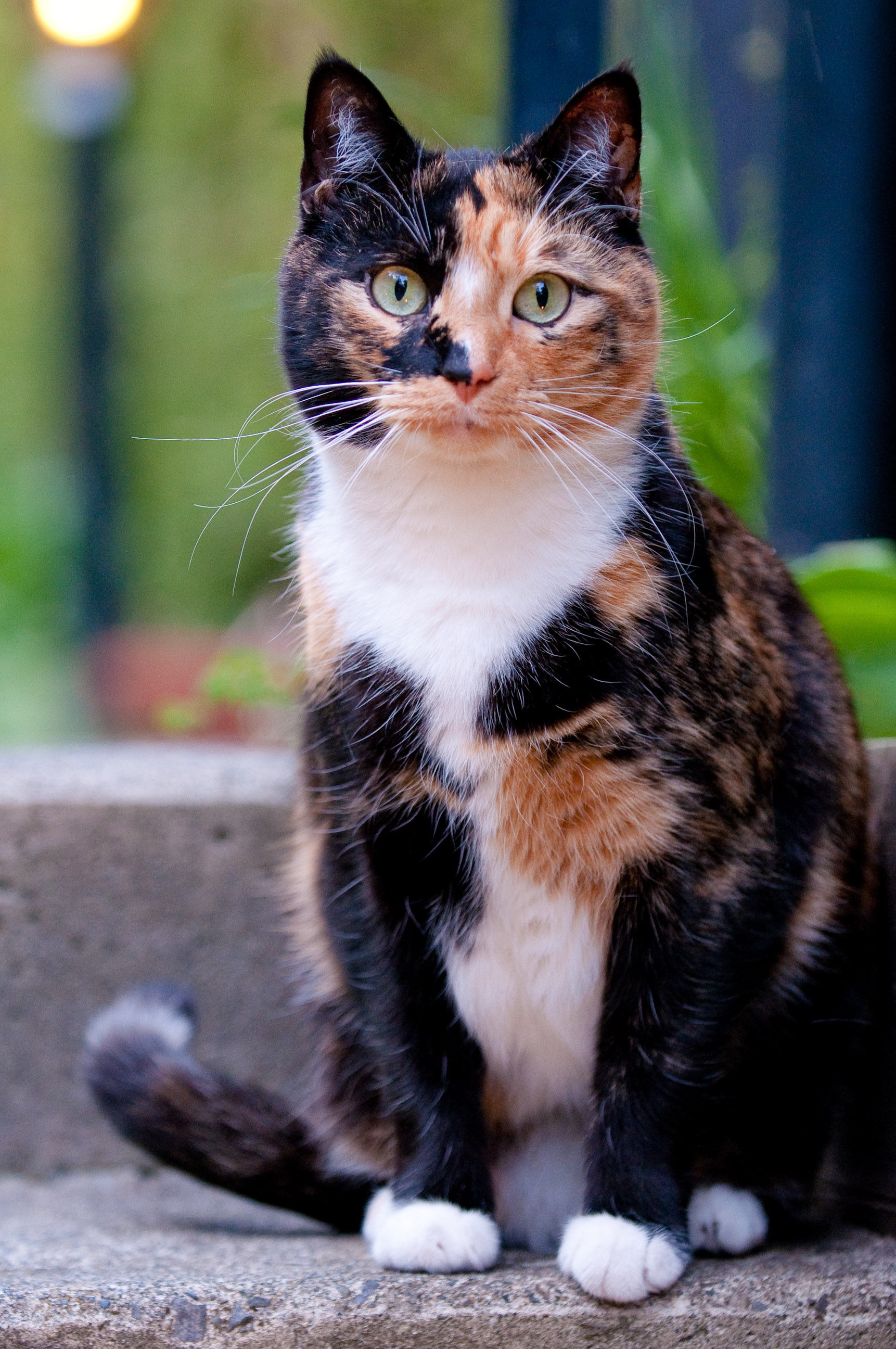
Gata carei. La coloració d'aquestes gates és una manifestació visible de la inactivació del cromosoma X. Els al·lels negre i taronja d'un gen de coloració de la pell resideixen en el cromosoma X. A gates heterozigotes la inactivació d'un o un altre cromosoma X a diferents cèl·lules de l'embrió fa que a les zones de la pell que se'n deriven s'expressi el gen d'un color o d'un altre i, en conseqüència, es mostra una coloració a clapes.

La inactivació del cromosoma X és un procés mitjançant el qual a les primeres etapes del desenvolupament embrionari s'inactiva una de les còpies del cromosoma X a les cèl·lules de les femelles de mamífer. El cromosoma X inactivat forma el corpuscle de Barr en forma d'heterocromatina, una varietat de cromatina amb un elevat grau d'empaquetament que impedeix la transcripció de gens.
Les femelles de mamífer tenen dos cromosomes X mentre que els mascles només en tenen un. La inactivació del cromosoma X és un mecanisme de compensació de dosi necessari per evitar que a les cèl·lules de femelles de mamífer hi hagi un nombre doble de certs gens.
Als marsupials el cromosoma inactivat sempre és el d'origen patern i als mamífers placentaris la selecció del gen que resultarà inactivat es realitza a l'atzar. Una vegada un cromosoma X és inactivat sempre restarà inactivada la mateixa còpia, materna o paterna, a totes les cèl·lules que es formin per mitosi.
La inactivació s'inicia amb l'expressió del gen Xist del cromosoma X que resultarà inactiu. En aquest silenciament transcripcional d'un dels cromosomes X es produeixen modificacions epigenètiques com la metilació de l'ADN, canvis en la metilació i desacetilació d'histones així com la incorporació de variants d'histones com macroH2A.

## Història
L'any 1959 Susumu Ohno havia relacionat el corpuscle de Barr de les cèl·lules de mamífer, una estructura fosca i condensada observada per Barr i Bertrand feia deu anys,
 amb la condensació en forma d'heterocromatina d'un dels cromosomes X.
L'any 1961 la genetista Mary F. Lyon va establir la hipòtesi de la inactivació del cromosoma X segons la qual a les femelles es produïa una inactivació a l'atzar d'un dels cromosomes X durant les primeres fases embrionàries, inactivació que era heretada de manera clònica a les cèl·lules produïdes per mitosi.
La hipòtesi explicava el fenotip a clapes de les femelles de gat carei, heterozigotes per al color del pèl. Posteriorment va permetre a Ernest Beutler explicar la presència de dos tipus de glòbuls vermells a femelles heterozigotes per a la deficiència de glucosa-6-fosfat deshidrogenasa segons quin cromosoma X s'hi havia inactivat, el normal o el defectiu.
L'estudi d'organismes amb més d'un cromosoma X per joc de cromosomes va demostrar que tots els cromosomes X de la cèl·lula, llevat d'un, s'inactivaven, fet que suggeria un mecanisme de comptatge del nombre de cromosomes X en relació al nombre de dotacions cromosòmiques de la cèl·lula. Els primers estudis fets amb ratolins van mostrar que a les primeres fases embrionàries el cromosoma inactivat sempre era el patern i que només en fases posteriors es produïa una inactivació a l'atzar. Aquest fenomen d'inactivació cromosòmica o gènica segons l'origen matern o patern del cromosoma va ser descrit anys després i va rebre el nom d'impressió genètica.
La hipòtesi de Mary Lyon es va transformar en la Llei Lyon l'any 2011, durant la conferència de l'EMBO 50-years of X-inactivation. És per això que la inactivació del cromosoma X rep també el nom de lyonization (en anglès).

## Mecanisme

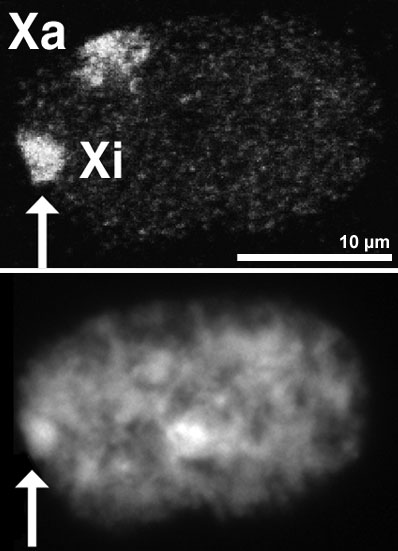
Nucli d'una cèl·lula femenina. Imatge superior: es veuen els dos cromosomes X per FISH. Imatge superior: el mateix nucli amb una tinció d'ADN (DAPI). La fletxa assenyala el corpuscle de Barr, que identifica el cromosoma X inactiu (Xi).

La inactivació del cromosoma X és un procés epigenètic que té lloc durant el desenvolupament embrionari al llarg d'una sèrie de fases:
1. Comptatge dels cromosomes X
2. Tria del cromosoma X que s'inactivarà
3. Iniciació de la inactivació
4. Extensió al llarg de tot el cromosoma
5. Establiment i manteniment del cromosoma X inactiu

El principal efector és l'ARN Xist tot i que a les diferents fases hi intervenen altres agents. La seva expressió és el primer esdeveniment detectable en la inactivació del cromosoma X i determina quin dels cromosomes esdevindrà inactiu.

### Inactivació en diferents grups de mamífers
En marsupials la inactivació del cromosoma X es produeix per impressió genètica paterna (imprinting), de manera que el cromosoma inactivat sempre és el d'origen patern i només és actiu el cromosoma X matern.
Als monotremes, que tenen un sistema complex de determinació del sexe, amb un nombre elevat de cromosomes sexuals, el mecanisme de compensació de la dosi gènica dels cromosomes X és poc conegut. A aquest grup d'animals les femelles tenen cinc parells de cromosomes X i els mascles cinc cromosomes X i cinc (ornitorrinc) o quatre (equidna) cromosomes Y. Sembla que es produeix una compensació parcial de la dosi gènica.
Als mamífers placentaris hi ha varietat de mecanismes. Els estudis més extensos sobre la inactivació del cromosoma X s'han dut a terme amb ratolins. A les primeres fases embrionàries (fins a l'estadi de dues a quatre cèl·lules) el cromosoma X inactivat sempre és el patern. A partir de l'estadi de blastocist les cèl·lules que originaran les estructures extraembrionàries (trofoectoderm) mantenen aquesta inactivació del cromosoma patern, de manera que l'únic cromosoma X actiu és el matern. Per contra, a les cèl·lules que originaran l'embrió es produeix una reactivació del cromosoma X patern i una posterior inactivació a l'atzar d'un cromosoma X, patern o matern. Aquesta inactivació és ja irreversible durant tota la vida de la cèl·lula i és heretada per les cèl·lules filles en la mitosi.
Als éssers humans la inactivació comença més tard que als ratolins, en l'estadi de mòrula, i el procés és de bon principi a l'atzar de manera que es pot silenciar el cromosoma X d'origen patern o bé el matern. La inactivació es manté tant als teixits embrionaris com als extraembrionaris.

### El centre d'inactivació del cromosoma X, XIC
El centre d'inactivació del cromosoma X (XIC) és una regió del mateix cromosoma X, necessària i suficient per causar la inactivació. Si es produeix una translocació que situa el XIC a un altre autosoma, aquest autosoma resulta inactivat i, d'altra banda, els cromosomes X que no tenen el XIC no s'inactiven.
El XIC conté diversos gens que no són traduïts i que són responsables de la transcripció d'ARN implicats en la inactivació. Aquests gens codifiquen diversos ARNlnc (ARN llarg no codificant). Els ARNlnc són transcrits de més de 200 nucleòtids amb caputxa 5' i cua poliA 3' però a diferència del ARNm no codifiquen proteïnes. Els principals ARNlnc del XIC són Xist, Tsix, Jpx i Ftx. A més dels gens dels ARNlnc conté també seqüències a les quals s'uneixen proteïnes reguladores.

Estructura del centre d'inactivació del cromosoma X (XIC).

#### Els ARNlnc Xist i Tsix

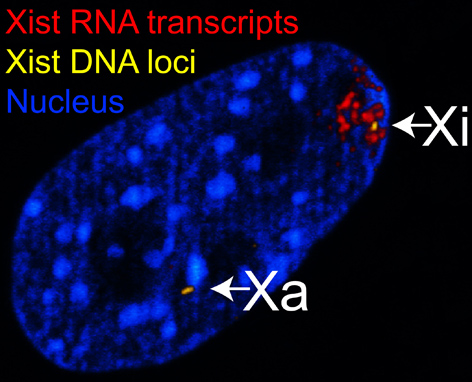
La figura mostra imatges de microscòpia confocal d'un experiment FISH combinat d'ARN-ADN Xist en cèl·lules de fibroblast de ratolí femella adulta que demostra que el recobriment per l'ARNlnc Xist es produeix només a un dels cromosomes X. Els senyals de FISH d'ARN a partir d'ARN Xist es mostren en color vermell i marquen el cromosoma X inactiu (Xi). Els senyals de FISH d'ADN del locus Xist es mostren en color groc i marquen tant el cromosoma actiu (Xa) com l'inactiu (Xi). El nucli es mostra en color blau. La figura és una adaptació de:

L'expressió de Xist (de l'anglès X-inactive specific trancript) per part d'un cromosoma X és el primer fet observable en la seva inactivació. Si s'observen cèl·lules a l'inici del procés d'inactivació es veu que al cromosoma que s'inactiva (Xi) hi ha expressió de Xist mentre que al cromosoma X que no s'inactiva (Xa) no s'observen transcrits de Xist.
Abans de la inactivació els dos cromosomes X mostren un baix nivell d'expressió del gen Xist. Durant el procés d'inactivació el cromosoma actiu (Xa) deixa d'expressar Xist mentre que el nivell d'expressió augmenta molt al cromosoma que s'inactivarà (Xi). L'ARN Xist va cobrint de manera progressiva Xi a partir del XIC i es va produint el silenciament dels gens.
Tsix, com Xist, codifica un ARNlnc, però aquest ARN és transcrit en la cadena complementària a la cadena que codifica Xist, és a dir, en sentit oposat a Xist, ja que aquests dos gens estan cavalcats. L'ARN Tsix és un regulador negatiu de Xist: els cromosomes que no expressen aquest ARN s'inactiven amb una freqüència molt superior als gens que sí que l'expressen.
De la mateixa manera que Xist, ambdós cromosomes mostren una expressió feble de Tsix però en iniciar-se el procés d'inactivació el comportament és invers: Xi deixa d'expressar el gen Tsix mentre Xa continua expressant-lo.

Expressió de Xist i Tsix a l'inici de la inactivació del cromosoma X a les cèl·lules femenines. A les primeres fases embrionàries ambdós gens s'expressen, si bé feblement. En iniciar-se la inactivació Tsix deixa d'expressar-se a un cromosoma X, que seguirà expressant Xist; aquest és el futur X inactiu, Xi. A l'altre cromosoma X, el futur X actiu (Xa) Tsix es continua expressant, mentre que es reprimeix l'expressió de Xist.

### Comptatge i tria dels cromosomes X

La concentració de Rnf12 a una cèl·lula femenina és superior a la d'una cèl·lula masculina si no hi ha inactivació d'un cromosoma X.

L'inici de la inactivació implica el comptatge dels cromosomes X per tal d'assegurar que només en resulta inactivat un per cada joc d'autosomes i que l'altre restarà actiu. Tanmateix, cal també decidir quin dels dos cromosomes X s'inactivarà. En el comptatge i tria tenen un paper crític la proteïna Rnf12 i l'aparellament transitori o "petó" dels dos cromosomes X.
Seqüència amunt del XIC hi ha un gen, Rnf12, que codifica una proteïna amb un paper essencial en el comptatge dels cromosomes X, ja que activa el gen Xist i la seva concentració està directament relacionada amb l'inici de la inactivació. Per tal que el procés comenci cal que al nucli hi hagi una concentració mínima d'aquesta proteïna, és a dir, hi ha un valor límit de la proteïna Rnf12 (o Rlim) per sota del qual la inactivació no es produeix.
A les cèl·lules masculines, amb una sola còpia del cromosoma X, la concentració de Rnf12 no és suficient per activar el gen. Les cèl·lules femenines tenen inicialment una concentració prou elevada de Rnf12 com per activar la producció de Xist, però una vegada inactivat un dels cromosomes X la concentració baixa i es torna insuficient, de manera que el segon cromosoma X no és silenciat.
En la tria del cromosoma que s'inactivarà sembla que té un paper decisiu l'intercanvi de determinats factors en l'anomenat "petó" dels cromosomes X. Els dos cromosomes X s'acosten i hi ha un aparellament transitori del XIC i de les regions adjacents. Aquest aparellament estimula i estabilitza l'expressió de Xist i determina quin dels dos cromosomes esdevindrà l'inactiu (Xi).

L'aparellament transitori o "petó" dels cromosomes X decideix quin dels dos s'inactivarà (Xi) i quin romandrà actiu (Xa).

### Inici de la inactivació
La inactivació comença en resposta a l'expressió de Xist, que va recobrint el cromosoma X. Hi ha evidències que el nombre de molècules de Xist que s'uneixen al cromosoma X està al voltant de 300 i que aquestes molècules hi romanen unides durant la interfase i s'hi mantenen associades durant la mitosi. Hi ha indicis que la unió al cromosoma X és indirecta i es produeix mitjançant proteïnes estructurals que organitzen l'arquitectura de la cromatina, com SATB1 i SATB2.
L'expressió de Xist roman activa durant tota la vida de la cèl·lula i restringida a la regió nuclear del cromosoma X inactiu, tot i que té un paper menor en el manteniment de la inactivació. Sembla ser, però, que hi ha altres factors implicats, ja que tot i l'expressió de Xist no tots els tipus cel·lulars poden iniciar la inactivació del cromosoma X.
En les primeres fases el procés d'inactivació és reversible però mentre va progressant la inactivació el procés es va tornant irreversible.

### Extensió de la inactivació
L'extensió de la inactivació implica la reorganització d'una zona del nucli i l'entrada progressiva del cromosoma X a un compartiment transcripcionalment silenciós, és a dir, on no es produeix transcripció. Aquest compartiment no té ARN polimerasa II, l'enzim responsable de la síntesi d'ARNm, ni factors de transcripció. L'exclusió de la maquinària de transcripció mitjançada per Xist és el primer esdeveniment detectable després de l'acumulació d'aquest ARNlnc i precedeix el silenciament dels gens.
En una primera fase van essent ubicats a l'interior d'aquest compartiment les regions de ADN repetitiu del cromosoma X. Aquesta primera fase va seguida per l'establiment de modificacions epigenètiques de l'ADN i de les histones dels nucleosomes:
- Senyals activadores de la transcripció:
  - Acetilacions de les histones H3 i H4
  - H3K4me, metilació de la lisina 4 de la histona H3.
- Senyals repressores de la transcripció:
  - Metilació de dinucleòtids CpG de l'ADN
  - H3K27me3, trimetilació de la lisina 27 de la histona H3.
  - H3K9me2, dimetilació de la lisina 9 de la histona H3.
  - H2AK119ub, ubiqüitinització de la lisina 119 de la histona H2.
  - Incorporació de la variant d'histona macroH2A

Algunes d'aquestes modificacions són generades pels complexos PRC1 i PRC2, reclutats per part de Xist. PRC1 i PRC2 pertanyen a la família de proteïnes del grup polycomb (polycomb-group)
Posteriorment els gens del cromosoma X van essent ubicats de manera progressiva a l'interior de la zona transcripcionalment inactiva, tot restant silenciats.

Procés d'inactivació del cromosoma X. En una primera fase l'ARN Xist cobreix l'ADN repetitiu, que queda a l'interior d'una regió transcripcionalment inactiva. Posteriorment els gens s'incorporen a aquesta regió i resten inactivats. Alguns gens, com ara aquells compartits amb el cromosoma Y, romanen actius.

### Manteniment de la inactivació
En el manteniment de la inactivació estan implicats diversos factors que, si són eliminats, duen a una reactivació del cromosoma prèviament silenciat. Alguns d'aquests factors són els enzims Dnmt1 (ADN-metil-transferasa 1) i Smchd1 ambdós implicats en el manteniment de la metilació de l'ADN.

### Gens que romanen actius
Alguns gens es mantenen fora de la regió d'inactivació i romanen actius. Molts dels gens que escapen a la inactivació es troben en clústers i són presents al llarg de les regions pseudoautosòmiques del cromosoma X, que, a diferència de la majoria del cromosoma X, conté gens també presents al cromosoma Y.
Mascles i femelles reben dues còpies de cada gen d'aquestes regions pseudoautosòmiques de manera que no és necessari fer una compensació de dosi a les femelles i es considera que aquestes regions han desenvolupat mecanismes per escapar de la inactivació. Aquests gens no presenten les modificacions típiques de la resta del cromosoma Xi i estan units a poques unitats de Xist.
L'existència de gens al llarg dels cromosomes Xi que no estan silenciats explica els defectes en éssers humans amb alteracions en el nombre de cromosomes X com la síndrome de Turner (X0) o la síndrome de Klinefelter (XXY). Teòricament la inactivació ha d'eliminar les diferències en la dosi de gens entre els individus però si hi ha un excés o un defecte en el nombre de cromosomes X hi haurà una dosi menor o superior dels gens que en dotacions normals escapen de la inactivació.
Es desconeix el motiu pel qual altres gens escapen de manera permanent de la inactivació.

## Inhibició de la inactivació a les cèl·lules pluripotents
Les cèl·lules mare embrionàries i les cèl·lules germinals primordials expressen els dos cromosomes X. Aquestes cèl·lules expressen factors de pluripotència com Oct-4, Sox2, Nanog o Rex1 que regulen l'expressió de gens que estan implicats en mantenir les cèl·lules en un estat de pluripotència.
Els factors de pluripotència actuen de manera conjunta per tal de:
- Reprimir l'expressió de Xist, l'iniciador de la inactivació.
- Activar Tsix (un repressor de Xist) tot unint-se a dos gens que fan aquesta funció: DXPas34 i Xite.
- Reprimir l'expressió de Rnf12, també un activador de Tsix.

Aquests tres fets actuen de manera conjunta per evitar la producció del ARNlnc Xist i mantenir d'aquesta manera els dos cromosomes X actius.
En l'inici de la diferenciació cel·lular la concentració d'aquests factors de pluripotència disminueix i comença la inactivació d'un cromosoma X.

## Usos en biologia experimental
La inactivació del cromosoma X ha estat utilitzada per Stanley Michael Gartler per demostrar l'origen clonal dels càncers. A partir de l'examen dels teixits normals i tumorals de femelles heterozigotes per a isoenzims del gen de la G6PD, lligat al sexe, va demostrar que les cèl·lules tumorals expressen només una forma de G6PD, mentre que els teixits normals són una mescla pràcticament al 50% de cèl·lules que expressen els dos fenotips. Aquest patró suggereix que el tumor s'origina a partir d'una sola cèl·lula i no d'una població de cèl·lules.
El coneixement del procés molecular que hi ha darrere la inactivació del cromosoma X ha permès utilitzar-lo per a silenciar l'activitat dels cromosomes autosòmics. L'any 2013 Jiang et al. van inserir una còpia del gen Xist en una còpia del cromosoma 21 de les cèl·lules mare derivades d'un individu amb trisomia 21 (síndrome de Down). El gen Xist inserit indueix la formació del corpuscle de Barr, desencadena modificacions estables de la cromatina en forma d'heterocromatina i silencia la major part dels gens de la còpia extra del cromosoma 21. El silenciament de gens provocat per Xist sembla revertir alguns dels defectes associats amb la síndrome de Down en aquestes cèl·lules mare modificades.